# John Hay (4. markiz Tweeddale)
John Hay, 4. markiz Tweeddale (ur. 1695, zm. 9 grudnia 1762 w Londynie) – szkocki arystokrata, polityk i prawnik.

## Życiorys
Był synem Charlesa Haya, 3. markiza Tweeddale. Tytuł parowski odziedziczył po śmierci ojca w 1715 r.. W 1721 r. został mianowany nadzwyczajnym sędzią Sądu Sesji. W latach 1722–1734 i 1742–1762 był parem-reprezentantem Szkocji. Od 1742 r. był gubernatorem Banku Szkocji. W 1761 r. został przewodniczącym Sądu Sesji. W 1742 r. został ministrem ds. Szkocji. Stanowisko to utracił w lutym 1746 r. Kolejny minister ds. Szkocji został powołany dopiero w 1885 r.
24 maja 1748 r. poślubił lady Elizabeth Carteret (zm. 25 grudnia 1788), córkę Johna Cartereta, 2. hrabiego Granville, i miał z nią sześcioro dzieci. Tytuły parowskie odziedziczył jego młodszy syn, George.